# Parallaxis

A parallaxis fogalma

A parallaxis a testek egymáshoz viszonyított helyzetének változása eltérő irányokból nézve. A csillagászatban az a szög, amely alatt egy szakasz egy külső pontból látszik. A csillagászatban a csillagok parallaktikus szögelmozdulásáról akkor beszélünk, ha a Földnek a Nap körüli mozgása következtében a csillagok az égbolton látszólag elmozdulnak. A csillagok látszólagos szögelmozdulását úgy határozzák meg, hogy egy teljes éven át  mérik a csillag pozícióját egy másik, olyan csillag pozíciójához viszonyítva, amelyről tudják, hogy nagyon messze van, és kicsi az évi elmozdulása. A csillagok évi szögelmozdulása ellipszist rajzol ki az éggömbön, aminek a fél nagytengelyét nevezzük parallaxisnak. Minél messzebb van egy csillag, annál kisebb a parallaxisa.
A Naphoz legközelebbi csillag, a Proxima Centauri 4,2 fényév távolságra van. A parallaxisa 0,77 ívmásodperc, vagyis a Proxima Centauriból nézve a Nap és a Föld még akkor is csak 0,77 ívmásodperc alatt látszódna, ha a Föld a Nap körüli pályáján éppen a legmegfelelőbb pozícióban volna. A Hipparcos asztrometriai mesterséges hold segítségével több mint 100 ezer csillag parallaxisát sikerült meghatározni. Mivel egy csillag ívmásodpercben kifejezett parallaxisának a reciproka a csillag távolsága parszekben megadva, ezért egy csillag parallaxisának meghatározásával a csillag távolságát is megkapjuk.

## Külső hivatkozások
- Az ELTE interaktív csillagászati portálja